# Chicoana (departement)
Chicoana is een departement in de Argentijnse provincie Salta. Het departement (Spaans:  departamento) heeft een oppervlakte van 910 km² en telt 18.248 inwoners.

## Plaatsen in departement Chicoana
- Agua Negra
- Calvimonte
- Chicoana
- El Carril
- El Maray
- El Nogalar
- Escoipe
- La Zanja
- Pulares
- San Fernando de Escoipe
- San Martín
- Viñaco